# Discografia dei Symphony X
Questa pagina contiene l'intera discografia dei Symphony X,  band progressive metal statunitense.

## Album
- 1994 - Symphony X
- 1995 - The Damnation Game
- 1997 - The Divine Wings of Tragedy
- 1998 - Twilight in Olympus
- 2000 - V - The New Mythology Suite
- 2002 - The Odyssey
- 2007 - Paradise Lost
- 2011 - Iconoclast
- 2015 - Underworld

## Album dal vivo
- 2001 - Live on the Edge of Forever

## Raccolte
- 1999 - Prelude to the Millennium